# Gyetva vasútállomás
Gyetva vasútállomás Gyetván, a Gyetvai járásban van, melyet a Železničná spoločnosť Slovensko a.s. üzemeltet.

## Vasútvonalak
Az állomást az alábbi vasútvonalak érintik:
- Zólyom–Kassa-vasútvonal

## Kapcsolódó állomások
A vasútállomáshoz az alábbi állomások vannak a legközelebb:
- Krivány vasútállomás
- Dombszög megállóhely

## Története
Az 1811-es menetrendben Gyetva néven szerepel.

## Forgalom
| Járat                         | Útvonal | Gyakoriság |
| ----------------------------- | --- | ---------- |
| személyvonat (Os)             | Zólyom-személyi – Zólyom-régi – Nagyszalatna – Végles – Pstruša - Dombszög - Gyetva - Krivány - Divényoroszi - Fűrész - Vámosfalva - Lónyabánya - Lónyabánya megállóhely - Patakalja - Losonctamási - Losonc                                                                           | Napi 3 pár |
| (Os) személyvonat             | Zólyom-személyi – Zólyom-régi – Nagyszalatna – Végles – Pstruša - Dombszög - Gyetva - Krivány - Divényoroszi - Fűrész - Vámosfalva - Lónyabánya - Lónyabánya megállóhely - Patakalja - Losonctamási - Losonc – Ipolygalsa – Perse – Fülek-gyártelep – Fülek                            | Napi 9 pár |
| (R) Gemeran Poľana gyorsvonat | Pozsony-Újváros – Pozsony főpályaudvar – Pozsony-Szőlőhegy – Galánta – Vágsellye – Érsekújvár – Nagysurány – Léva – Újbánya – Zsarnóca – Garamszentkereszt – Zólyom-személyi – Krivány – Losonc – Fülek – Feled – Tornalja – Pelsőc – Rozsnyó – Szepsi – Kassa – Sároskőszeg – Eperjes | napi 1 pár |
| gyorsvonat R 931 Ipeľ         | Zólyom-személyi – Gyetva - Krivány – Losonc – Fülek – Feled – Csíz – Tornalja - Pelsőc - Rozsnyó - Szepsi - Kassa | napi 1 pár |
| (R) gyorsvonat                | Zólyom-személyi – Gyetva - Krivány – Losonc – Fülek – Feled – Csíz – Tornalja - Pelsőc - Rozsnyó - Torna - Szepsi- Enyicke - Kassa | napi 1 pár |
| gyorsvonat R 937 Kras         | Zólyom-személyi – Gyetva - Krivány – Losonc – Fülek – Feled – Csíz – Tornalja - Pelsőc - Rozsnyó - Szepsi - Kassa | napi 1 pár |